# Georges du Hamel de Canchy
Georges du Hamel de Canchy, né le 26 décembre 1863 à Cambrai et mort le 8 février 1940 à Saint-Jean-de-Luz, est un cavalier français.
Il est élève de l'école de Saint-Cyr entre 1884 et 1886 et poursuit une carrière militaire, notamment dans le 23e régiment de dragons et le 2e régiment de cuirassiers. Il est décoré du grade d'officier de la Légion d'honneur en 1916.
Il dispute les Jeux olympiques de 1920 à Anvers, remportant la médaille d'argent en voltige par équipes (avec Pierre de Salins et Fiel) et terminant 9e de l'épreuve individuelle de voltige.